# Love Contract
Love Contract (chinês tradicional: 愛情合約, pinyin: Ài Qíng Hé Yuē) é uma série de televisão taiwanese, estrelada por Ariel Lin e Mike He.

## Elenco
- Ariel Lin como Cheng Xiao Feng
- Mike He como Liu Jian Dong (Ah Ken)
- Bryant Chang como Ah Kai
- Lai Zhi Wei como Xiao Bai
- Zhong Xin Yu como Xin Lei
- Lin Yi Hong como Mu Tou
- Phyllis Quek como Xiao Yun
- Yan Pei Ting como Xiao Xiao
- Mary Hsu como Doris
- Yi Zhe Li como Mei Li
- Toyoharu Kitamura como Gan Jiu
- Zheng Jie como Cheng Bao Tai
- Li Feng Hua como Cheng Xiu Ying
- Jin Gang como Jin Gang
- Liu Han Qiang como Simon
- Rainie Lin como Xiao Yen